# Patrik Gross
Patrik Gross (Ostrava, 6 mei 1978) is een Tsjechische voetballer (verdediger) die sinds 2010 voor de Slowaakse eersteklasser FC Spartak Trnava uitkomt. Voordien speelde hij onder andere voor het Tsjechische SK Kladno.